# Confrontos em Beirute em 2021
Os confrontos em Beirute de 2021 (também conhecidos como Incidente de Tayouneh) foram uma série de confrontos que eclodiram no bairro de Tayouneh em Beirute, capital do Líbano, em 14 de outubro de 2021 entre o Hezbollah e o Movimento Amal, pistoleiros  não identificados e as Forças Armadas Libanesas, resultando na morte de sete pessoas e outras 32 feridas, e na prisão de nove pelas Forças Armadas Libanesas. A violência estourou durante um protesto organizado pelo Hezbollah e seus aliados contra Tarek Bitar, o juiz principal que investigou a explosão de 2020 no porto da cidade, pois o acusam de ser partidário. Os confrontos ocorreram no Palácio da Justiça, localizado no leste de Beirute, ao longo da antiga linha de frente da guerra civil entre as áreas xiitas cristãs e muçulmanas.  Os confrontos foram os piores no país desde o conflito no Líbano em 2008. 